# Benny Bendixen
Bernhard "Benny" Axel Bendixen (10. maj 1810 i København – 24. maj 1877 i Hamborg) var en dansk maler, litograf og fotograf.
Hans forældre var skomager Johan Conrad Bendixen fra København og Sara Israel fra Mecklenburg. Han blev født i København den 10. maj 1810 og besøgte Kunstakademiet, hvor han 1826 fik den lille, og 1828 den store sølvmedalje, samtidig med at han var elev hos professor J.L. Lund i årene 1824-39. Han konkurrerede tre gange til den lille guldmedalje uden at opnå den. Dog valgtes han blandt Lunds elever til at kopiere et af dennes billeder til altertavle til Tolne Kirke (1827-28), og han fik 1831 accessit (30 Rigsdaler) ved en konkurs om pengepræmien, hvor Jørgen Roed blev ham foretrukken til den egentlige præmie, da stemmerne var lige. Ved en konkurs til den Neuhausenske Præmie var han heller ikke den vindende, og disse uheld bestemte ham til at søge sin lykke i udlandet, navnlig som portrætmaler.
Han forlod Danmark 1840 og nedsatte sig, efter at have rejst i Sverige og Tyskland, i Hamborg, hvor han blev gift med en hamborgerinde Jenny Stade og levede der som portrætmaler, litograf og fotograf til sin død den 24. maj 1877. Han synes at have ført et ganske flot liv og optrådte med en vis fornemhed. Af hans arbejder blev Hagar og Ismael købt til Den Kongelige Malerisamling i 1831.

## Udstillinger
- Charlottenborg Forårsudstilling 1826, 1828-29, 1831-32, 1835, 1837-38
- Danske Lægeportrætter, København 1922.
- Inden for murene, Kunstforeningen 1984.

## Værker
Maleri:
- Altertavle til Tolne Kirke, kopi efter J.L. Lund (udstillet 1828)
- Hagar og Ismael (udstillet 1831, Statens Museum for Kunst)
- Etatsråd F.S. Bang (1836, Det Nationalhistoriske Museum på Frederiksborg Slot)
- Vekselerer Wulff Moses Goldschmidt (Det mosaiske Troessamfund, København)
- Frithiof og Ingeborg (udstillet 1829)
- Landskab fra Tyrol (tidligere i Johan Hansens samling)
- Badende kvinder (tidligere i Johan Hansens samling)
- 3 selvportrætter (tidligere i Johan Hansens samling)
- Dameportræt (1869, tidligere i Johan Hansens samling)
- Familie- og enkeltportrætter i Kunsthalle, Hamborg

Litografi:
- Prins Frederik Carl Christian (Frederik VII) og Prinsesse Vilhelmine (i anledning af forlovelsen 28. maj 1826); andre portrætter

Fotografi:
- H.C. Andersen (daguerreotypi 1843, do. 1844).